# Herpelidae
Famille
Synonymes
- Herpelinae Laurent, 1984
- Afrocaeciliiti Lescure, Renous & Gasc, 1986

Les Herpelidae sont une famille de Gymnophiones. Elle a été créée par Raymond Ferdinand Laurent en 1984. 

## Répartition
Les espèces de cette famille se rencontrent en Afrique subsaharienne.

## Liste des genres
Selon Amphibian Species of the World (10 février 2014) :
- Boulengerula Tornier, 1896
- Herpele Peters, 1880

## Taxinomie
Considérée par le passé comme synonyme des Caeciliidae, elle a été rétablie par Wilkinson, San Mauro, Sherratt et Gower en 2011.

## Publication originale
- Laurent, 1984 : Heterogeneidad de la familia Caeciliidae (Amphibia–Apoda). Acta Zoologica Lilloana, vol. 37, p. 199–200.